# Cleantis granulosa
Cleantis granulosa är en kräftdjursart som beskrevs av Heller 1861. Cleantis granulosa ingår i släktet Cleantis och familjen Holognathidae. Inga underarter finns listade i Catalogue of Life.